# Gnophos nymphaliaria
Gnophos nymphaliaria là một loài bướm đêm trong họ Geometridae.